# 1-Methylcyclohexanol
1-Methylcyclohexanol ist eine chemische Verbindung aus der Gruppe der Cyclohexanolderivate.

## Gewinnung und Darstellung
1-Methylcyclohexanol kann durch säurekatalysierte Hydratisierung aus 1-Methylcyclohexen gewonnen werden. Die Verbindung kann auch durch Reaktion Cyclohexanon mit Methylmagnesiumiodid oder durch Oxidation von Methylcyclohexan gewonnen werden.

## Eigenschaften
1-Methylcyclohexanol ist ein farbloser Feststoff.